# Jacques Moderne
Jaques Moderne (à época Pinguente, hoje Buzet, na Ístria, c.1495–1500 – Lyons, após 1560) foi um editor musical italiano ativo na França durante a Renascença.
Moderne foi o segundo editor a publicar música em larga escala na França usando o método de impressão única. Este tipo de impressão foi aperfeiçoado pelo tipógrafo francês Pierre Attaingnant, por volta de 1527.
Apesar de ser conhecido principalmente como editor musical, o que de fato corresponde à maior parte da sua produção e a que lhe trouxe maior reconhecimento, Moderne publicou livros sobre os mais variados temas.